# Ленкавиця (Мінський повіт)
Ленкавиця (пол. Łękawica) — село в Польщі, у гміні Сенниця Мінського повіту Мазовецького воєводства.
Населення — 181 особа (2011).
У 1975-1998 роках село належало до Седлецького воєводства.

## Демографія
Демографічна структура станом на 31 березня 2011 року:
|          | Загалом | Допрацездатний вік | Працездатний вік | Постпрацездатний вік |
| -------- | ------- | ------------------ | ---------------- | -------------------- |
| Чоловіки | 88      | 22                 | 56               | 10                   |
| Жінки    | 93      | 15                 | 53               | 25                   |
| Разом    | 181     | 37                 | 109              | 35                   |